# گروپ تئاتر (نیویورک سیتی)
گروپ تئاتر (انگلیسی: Group Theatre) یک گروه جمعی تئاتر مستقر در شهر نیویورک بود که در سال ۱۹۳۱ توسط هارولد کلورمن، شریل کرافورد و لی استراسبرگ تشکیل شد. هدف این گروه پایه‌ای برای نوع تئاتری که آنها و هم‌کارانشان به آن اعتقاد داشتند بود — هنری مؤثر، طبیعت‌گرا و بسیار منضبط. آن‌ها پیشگامان آنچه بودند که به «تکنیک بازیگری آمریکایی» شهرت داشت و برگرفته از آموزه‌های کنستانتین استانیسلاوسکی بود، اما فراتر از آنها نیز پیش رفتند. این شرکت شامل بازیگران، کارگردانان، نمایشنامه‌نویسان و تهیه‌کنندگان بود. نام «گروپ» از ایده بازیگران به عنوان گروه بازیگری اقتباس شده‌است. اشاره به این شرکت تحت عنوان «گروه ما» باعث شد آنها «اجتناب‌ناپذیری را بپذیرند و شرکت خود را گروپ تئاتر» بنامند. این گروه تئاتر مستقر در نیویورک هیچ ارتباطی با گروپ تئاتر که در لندن به همین نام بود و در سال ۱۹۳۲ تأسیس شد، نداشت.
گروپ تئاتر در ده سال فعالیت خود، آثار بسیاری از نمایشنامه‌نویسان مهم آمریکایی از جمله کلیفورد اودتس، سیدنی کینگزلی، پل گرین، رابرت اردری و ایروین شاو را تهیه کرد. برجسته‌ترین تولیدات آن عبارتند از: داستان موفقیت با بازی استلا ادلر و لوتر ادلر، برخیز و بخوان! از کلیفورد اودتس، در انتظار چپ، بهشت گمشده، و اجرای موفقیت‌آمیز گلدن بویِ برادوی در ۱۹۳۷–۱۹۳۸، با بازی لوتر ادلر و فرانسیس فارمر.
گروپ تئاتر شامل هارولد کلورمن، لی استراسبرگ، شریل کرافورد، استلا آدلر (یکی از اعضای مؤسس)، موریس کارنوفسکی، کلیفورد اودتس، سنفورد مایزنر، الیا کازان، هری مورگان (با نام هری براتزبورگ)، رابرت لوئیس، جان گارفیلد (با عنوان ژول گارفیلد)، کانادا لی، فرانکوت تون، فرانسیس فارمر، فیبی برند، روث نلسون، ویل گیر، هوارد داسیلوا، سیدنی لومت، جان راندولف، جوزف برومبرگ، مایکل گوردون، پل گرین، پل استرند، آنا سوکولف، لی جی. کاب، رومن بونن، جی آدلر، لوتر آدلر، رابرت اردری، دان ریچاردسون و بسیاری دیگر بود.